# Smalte

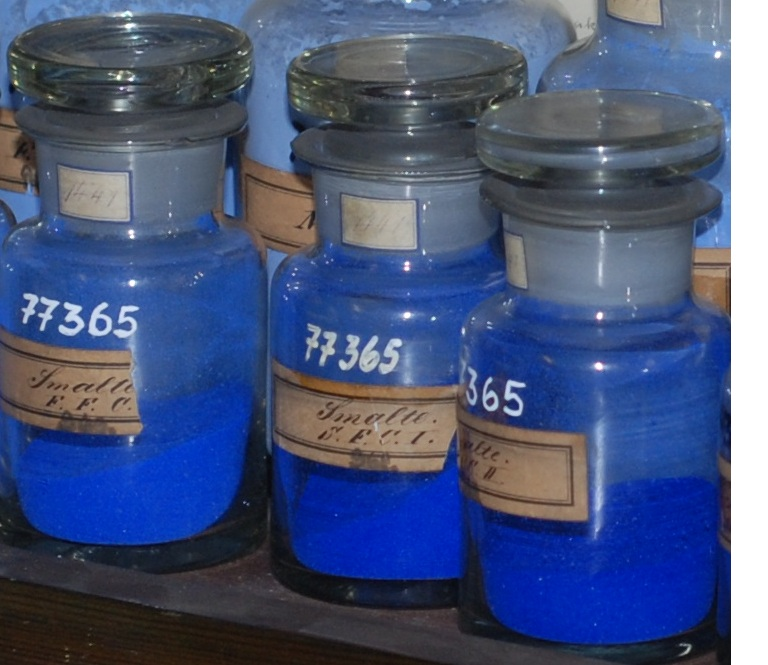
Smalte, Historische Farbstoffsammlung der TU Dresden

Die Smalte (auch Schmalte) ist ein mit Cobalt(II)-oxid blau gefärbtes Kalium-Silikatglas; sie ist gepulvertes Kobaltglas. Sie wurde vor allem seit der Mitte des 16. Jahrhunderts bis ins 19. Jahrhundert in Blaufarbenwerken hergestellt und als Pigment verwendet. Je nach dem Gehalt an Cobalt ist ihre Farbe transparent schwachblau, blau, tiefblau oder dunkelblau und mehr oder weniger durchscheinend; feingemahlenes Pulver ist blasser und heller als gröberes. Sie ist feuerfest und wurde daher insbesondere zum Dekorieren von Keramik benutzt, aber auch häufig in der Malerei verwendet. Da Smalte wesentlich günstiger war als Ultramarin, wurde sie vor allem im 17. Jahrhundert in großem Maßstab gebraucht. Heute wird sie vor allem von Restauratoren benutzt. Im Colour Index wird Smalte unter der Nummer C.I. Pigment Blue 32 geführt.

## Geschichte

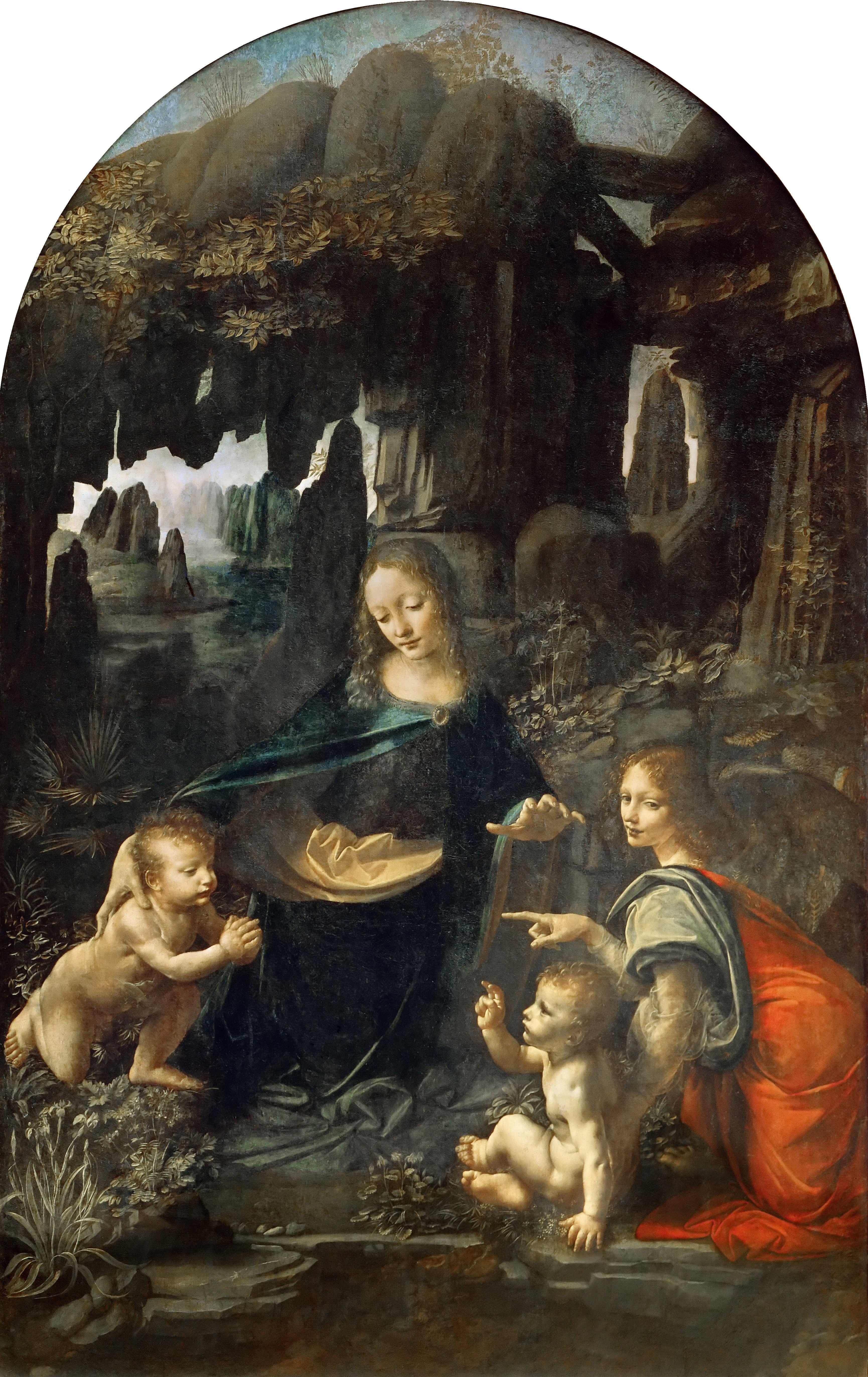
Felsgrottenmadonna (Louvre)

Smalte gilt als das älteste bekannte Kobaltpigment. Zu seiner Herstellung benötigt man Cobaltoxid, das in einem Gemisch mit dem Namen Zaffer oder Safflor enthalten ist, welches durch Rösten von cobalthaltigen Erzen entsteht. Die Verwendung von Cobalt in blauen Pigmenten im Altertum gilt als gut belegt. Mit Cobalt gefärbte blaue Gläser und Tonwaren findet man zurück bis 2000 v. Chr. im Alten Ägypten, Babylonien und in Persien. Aber auch im Alten Griechenland und im Römischen Reich wurde Cobaltblau verwendet. Jedoch enthalten viele antike römische und ägyptische blaue Gläser oder Keramiken kein oder nur sehr wenig Cobalt, sondern stattdessen Ägyptisch Blau, ein Kupferpigment. Dies erklärt sich aus der Tatsache, dass Cobalt seltener und daher auch als Mineral deutlich weniger verbreitet ist als Kupfer. Ob sich im Venedig des Mittelalters eine Blauglasherstellung etabliert hatte, ist unklar; ein mit Cobalt d. h. mit Zaffer gefärbtes Glas soll 1443 in Venedig hergestellt worden sein.
Die Entdeckung des blauen Kobaltglases Smalte in Europa wurde allgemein dem Glasmacher Christoph Schürer zugeschrieben, der es seit etwa 1540 in seiner Glashütte, der Eulenhütte, hergestellt haben soll. Diese Angaben sind unsicher, da sie erst später aufgezeichnet wurden, basierend auf der Überlieferung des Chronisten Christian Lehmann.

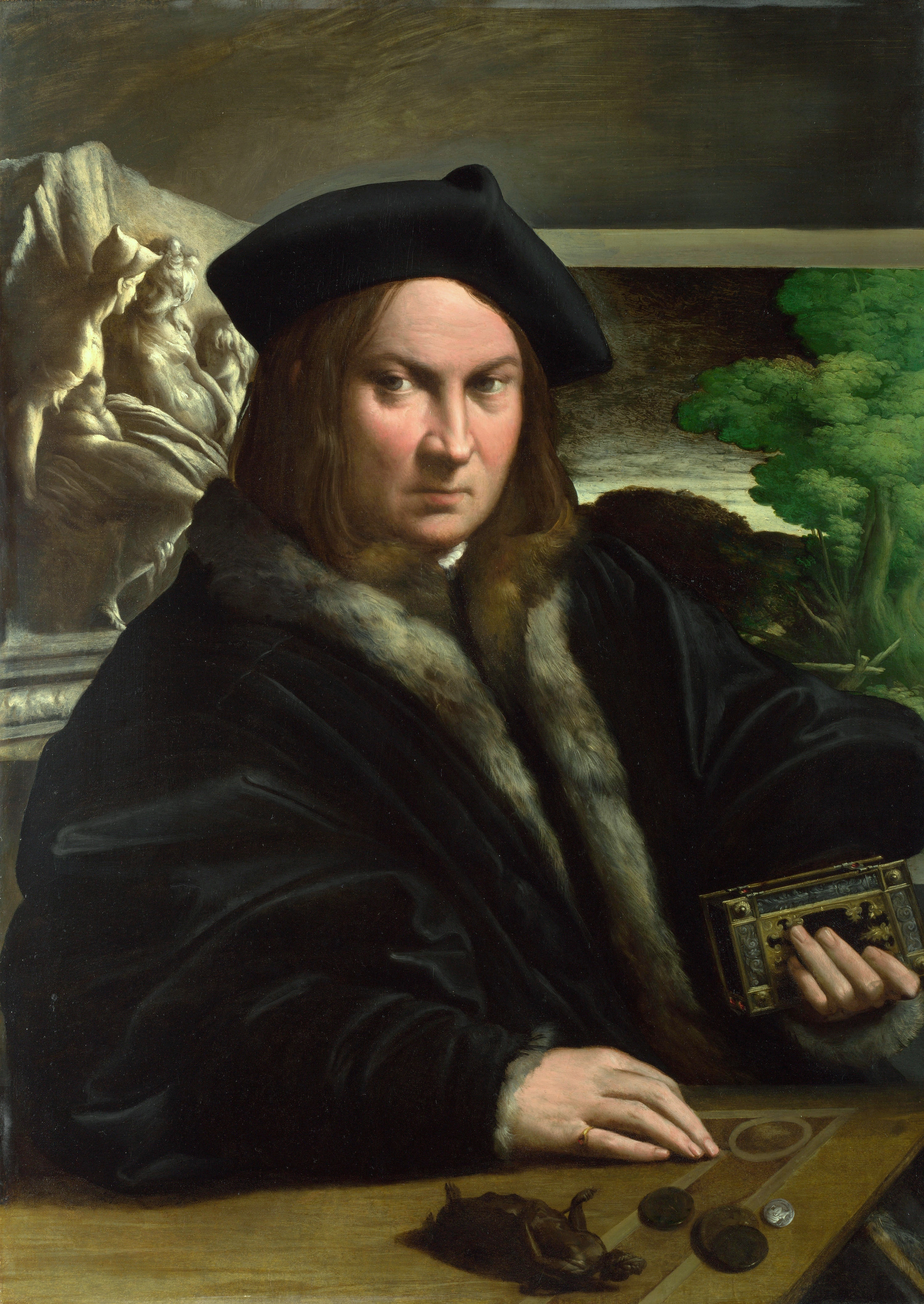
Portrait von Francesco Mazzola von Parmigianino, um 1523

Beispiele für eine frühere Verwendung von Smalte sind die Bilder Die Geburt (um 1524) von Girolamo Romanino und Portrait von Francesco Mazzola  (1523) von Parmigianino. Auch gibt es Belege, dass Leonardo da Vinci bereits Ende des 15. Jahrhunderts Smalte für seine Bilder und Fresken, wie die erste Felsgrottenmadonna (1483–6) und später die Mona Lisa (1503–6), verwendet hat. In der zweiten Hälfte des 15. Jahrhunderts wurde Smalte vermehrt in der Malerei verwendet, z. B. durch Dieric Bouts († 1475). In dem Gemälde „Portrait von Sir William Butts“, das im Zeitraum 1540 bis 1543 begonnen wurde, wurde Smalte nachgewiesen. Das Gemälde wurde Hans Holbein dem Jüngeren (1497–1543) zugeschrieben, und dies wurde früher als einer der ältesten Nachweise von Smalte in der Malerei interpretiert. Allerdings war das ursprüngliche Bild übermalt worden, und das Bild wurde auch dem Maler John Bettes dem Älteren zugeschrieben. Im 16. Jahrhundert gewann sie in der europäischen Tafelmalerei an Bedeutung. In der Malerei des Barock war es für Himmelsdarstellungen bedeutsam. Im 17. und 18. Jahrhundert war es ein wichtiges Blaupigment: Nachdem Anfang des 17. Jahrhunderts die vorrückenden Türken die Ungarischen Azurminen besetzt hatten, kam der Export von Azurit zum Erliegen, und die Bedeutung von Smalte nahm zu. Die bedeutendsten Produktionsstätten für Smalte befanden sich ab dem 17. Jahrhundert in Albernau, Niederpfannenstiel und Oberschlema in Sachsen, so dass die sächsischen Kurfürsten für längere Zeit einen Großteil der mitteleuropäischen Smalteproduktion kontrollierten.
Bei der Papierherstellung wurde Smalte früher als Weißmacher benutzt. Da es sich um ein feingemahlenes Glaspulver handelte, stumpften hierdurch allerdings die als Schreibfeder benutzten Federkiele rasch ab.
Ab etwa dem Anfang des 19. Jahrhunderts wurde Smalte als Malerfarbe immer seltener benutzt. Stattdessen wurde das farbkräftigere Thénards Blau eingesetzt, und auch das seit Anfang des 18. Jahrhunderts bekannte Berliner Blau wurde häufiger benutzt. Ab etwa der Mitte des 19. Jahrhunderts war synthetischer Ultramarin in bedeutenden Mengen verfügbar – Carl Leverkus hatte 1834 die erste Fabrik zur Herstellung eröffnet, und Wilhelm Büchner hatte 1845 eine Fabrik aufgebaut, die ein verbessertes Verfahren nutzte. Damit ging der Gebrauch von Smalte weiter zurück.
1969 wurde dokumentiert, dass Smalte in Ölfarben mit der Zeit entfärbt werden kann.

## Herstellung
Zur Herstellung von Smalte wird aus Quarzsand und Pottasche die Glasbasis gemischt. Für die blaue Färbung ist der Zusatz von etwa 5 % bis 7 % Safflor nötig. Diese Pulver werden gut durchmischt. Anschließend wird das Gemisch bei einer Temperatur von 1150 °C für 30 bis 45 Minuten geschmolzen. Der entstandene Glaskörper wird in kaltem Wasser abgeschreckt. Dadurch zerfällt er zu einem Granulat und wird anschließend zum Pigmentpulver gemahlen. Smalte wurde in darauf spezialisierten Blaufarbenwerken hergestellt.

## Eigenschaften
Smalte besitzt eine gute Lichtbeständigkeit, ist säure- und alkalibeständig und mit allen Pigmenten verträglich. Es wird gemahlen als blaue Farbe genutzt, wobei sich hier nach der Feinheit folgende Arten unterscheiden:
- Streublau (auch Streusand): gröberes, eckiges Pulver
- Coleur: mittelfeines Pulver
- Eschel (auch Aeschel): feinstes Pulver

Die Intensität der Farbe ist vom Kobaltgehalt abhängig. Kobaltreiche Smalte wird als Königsblau, die dunkelste Smalte als Azurblau bezeichnet.

## Verwendung und Nachweis

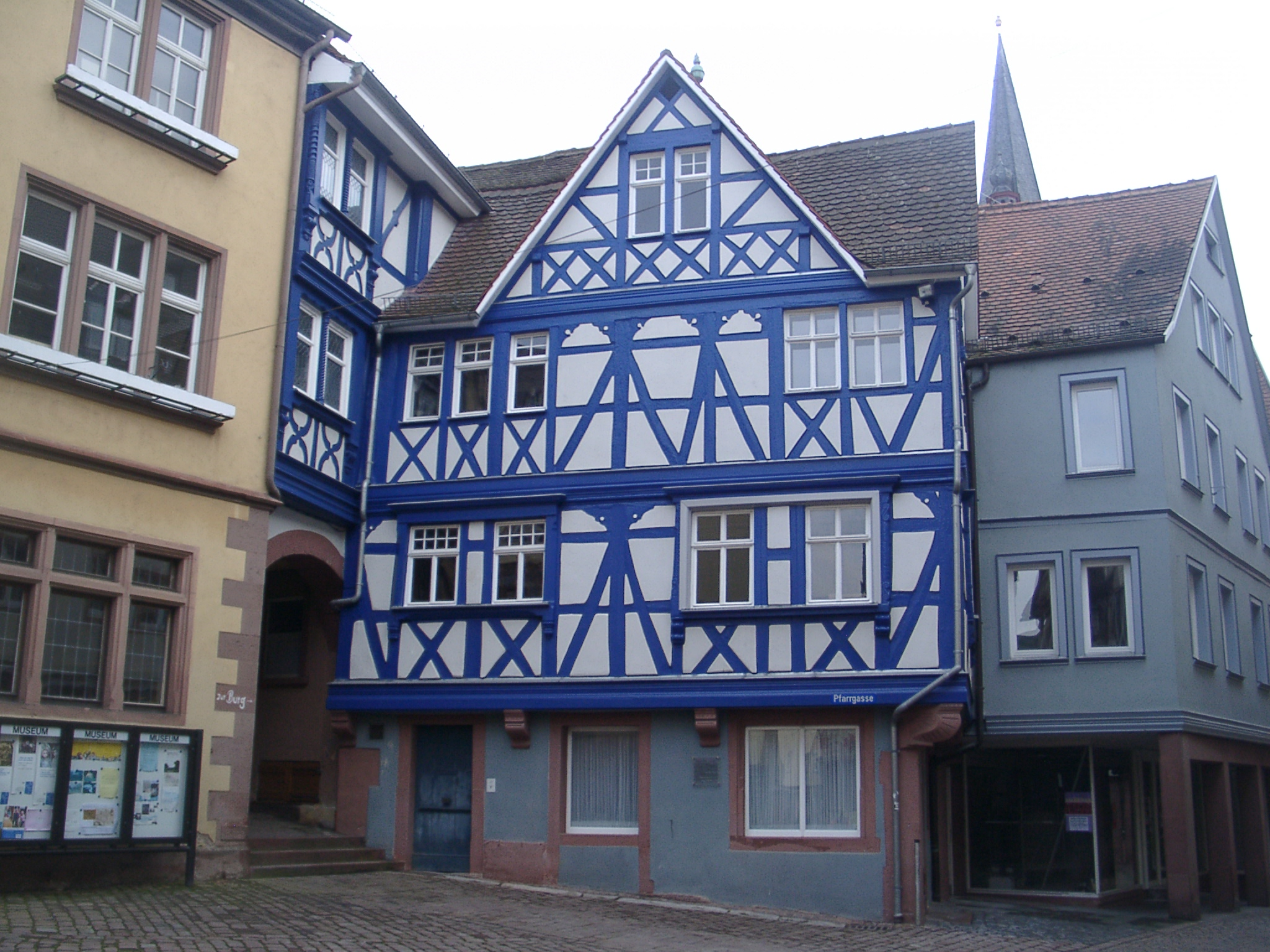
Wertheimer Haus mit Smalte-Anstrich

Der häufigste Einsatz von Smalte erfolgt in der Glas- und Keramikindustrie, wo es ein Farbkörper für die Weiterverarbeitung ist.
Smalte kann in allen Bindemitteln und allen Techniken zu finden sein, wobei es hauptsächlich in Öl- und Kalktechniken verwendet wurde. Es treten gelegentliche Entfärbungen an der Pigmentoberfläche durch Wechselreaktion mit ölhaltigen Bindemitteln auf.
In Wertheim in Baden-Württemberg wurde an einem Fachwerkhaus (neben dem Grafschaftsmuseum) die Blaufassung des Fachwerks 1999 mit Smalte nach Originalbefund wiederhergestellt.
In Gemälden kann Smalte durch eine mikroskopische Untersuchung leicht nachgewiesen werden: Es ist durch seine Transparenz und durch den muscheligen Bruch der Glasteilchen, die oft auch kleine Luftbläschen enthalten, auch bei kleinen Vergrößerungen gut erkennbar.

## Zusammensetzung des Pigments
Smalte ist ein Glas, d. h. ein Gemisch vom Typ amorpher Feststoff mit sehr variabler Zusammensetzung. Smalte hat daher keine genau definierte chemische Formel, sondern ist eine feste Lösung von Cobalt(II)-oxid CoO in Kaliumsilicatglas. Gewöhnlich enthält es 3 bis 7 Gew% CoO. Es gab aber auch blasse Varianten, die z. B. für die Tönung von Papier verwendet wurden und die nur 1 bis 2 Gew% CoO enthielten, sowie kräftig blaue Varianten, etwa für die Malerei, mit bis zu etwa 15 oder 18 Gew% CoO. Die Herstellung von Smalte erfolgte nicht aus reinem Cobaltoxid, sondern aus dem durch Rösten von Cobalterzen erhaltenen Safflor. Da zumeist arsenhaltige Erze verwendet wurden, enthält Smalte in der Regel auch Arsenik (Arsen(III)-oxid As2O3), zumeist in ähnlichen Anteilen wie das CoO, sowie geringere Mengen von Nickeloxid, Bismutoxid und Eisenoxiden. Der SiO2-Gehalt liegt zwischen 57 und 73 %, der von K2O zwischen 4 und 16 %. Ein Gemisch von beispielsweise 9 % As2O3, 10 % CoO, 67 % SiO2 und 15 % K2O kann durch die Verhältnisformel 2 As2O3 · 6 CoO · 50 SiO2 · 7 K2O beschrieben werden.
Im Gegensatz zum ebenfalls auf Cobalt basierenden, aluminiumreichen Thénards Blau ist der Aluminiumoxidanteil in Smalte sehr gering.

## Alterung des Pigments

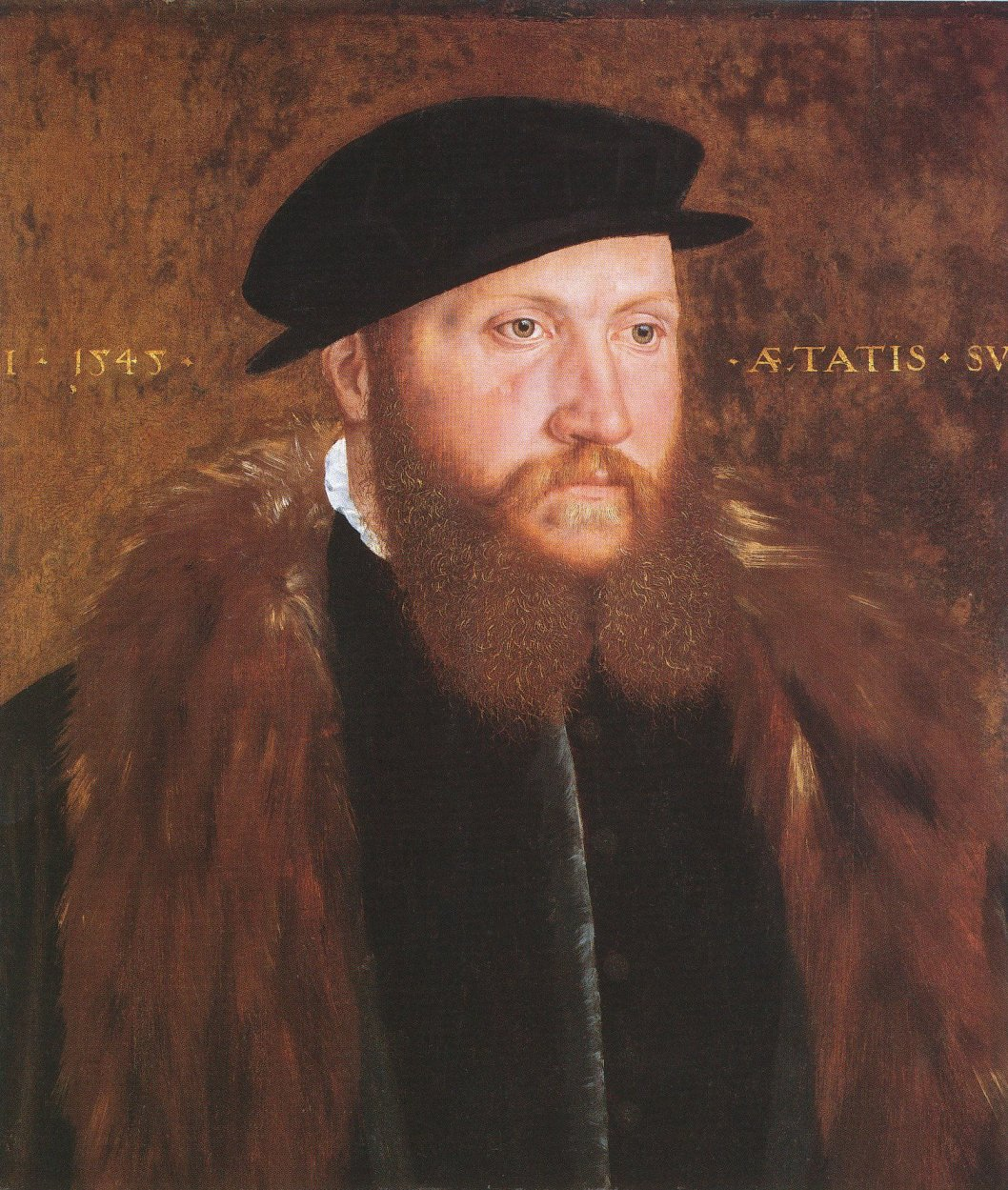
Die Smalte im nun braunen Hintergrund dieses von John Betts dem Älteren gemalten Bildes hat sich verfärbt.

Das in den Ölfarben der Malerei eingebettete Pigment kann mit diesen altern, wobei Wechselreaktion mit den öl- und eventuell säurehaltigen Bindemitteln auftreten. Dabei verblasst es oder verfärbt sich ins Mattgraue oder Graugrüne. Dadurch hat sich im Laufe von Jahrzehnten oder Jahrhunderten das Aussehen von Gemälden gegenüber dem ursprünglichen Bild deutlich geändert. Betroffen sind z. B. Werke des niederländischen Barockmalers Hendrick ter Brugghen (1588–1629) oder die Abtei im Eichwald von Caspar David Friedrich. Beim Altern der Farbe wird Kalium aus dem Smalte-Glas herausgelöst. Das farbgebende Cobalt bleibt zwar zumeist im Pigment erhalten, aber seine Farbe verblasst, da sich die Umgebung des Cobalts ändert: Statt einer tetraedrischen Anordnung von vier Sauerstoffionen um das Co2+, die für die blaue Farbe verantwortlich ist, ist es dann von sechs oktaedrisch angeordneten Sauerstoffionen umgeben.